# Zsuzsa Koncz
Zsuzsa Koncz (nacida como Zsuzsanna Koncz) (en húngaro: Koncz Zsuzsa, nacida el 7 de marzo de 1946, Pély) es una cantante de pop húngara, cuyas letras (en su mayoría escritas por János Bródy) fueron a veces muy críticas con el sistema político del país anterior a 1990.
Su carrera comenzó después de su actuación en Ki mit tud?, concurso de talentos de 1962. Actuó con varias bandas y músicos a lo largo de los años, entre los que destacan Illés y János Bródy. En la década de 1970, realizó varias giras exitosas en el extranjero, principalmente en países del bloque del Este y en Alemania Occidental (a veces bajo los nombres de Shusha Koncz y Jana Koncz en países de habla alemana), pero también en Francia, Estados Unidos y Japón. Sigue siendo extremadamente popular en Hungría, y algunas de sus canciones ahora forman parte del folclore húngaro, entre ellas: 'A Kárpáthyék lánya', 'Ha én rózsa volnék' y 'Valahol egy lány'.

## Premios
- Premio Liszt en 1977[2]
- Caballero de la Legión de Honor en 2001[3]
- Premio Kossuth en 2008[4]
- Ciudadana de honor de Budapest en 2020

## Discografía
1. Volt egyszer egy lány (1969)
2. Szerelem (1970)

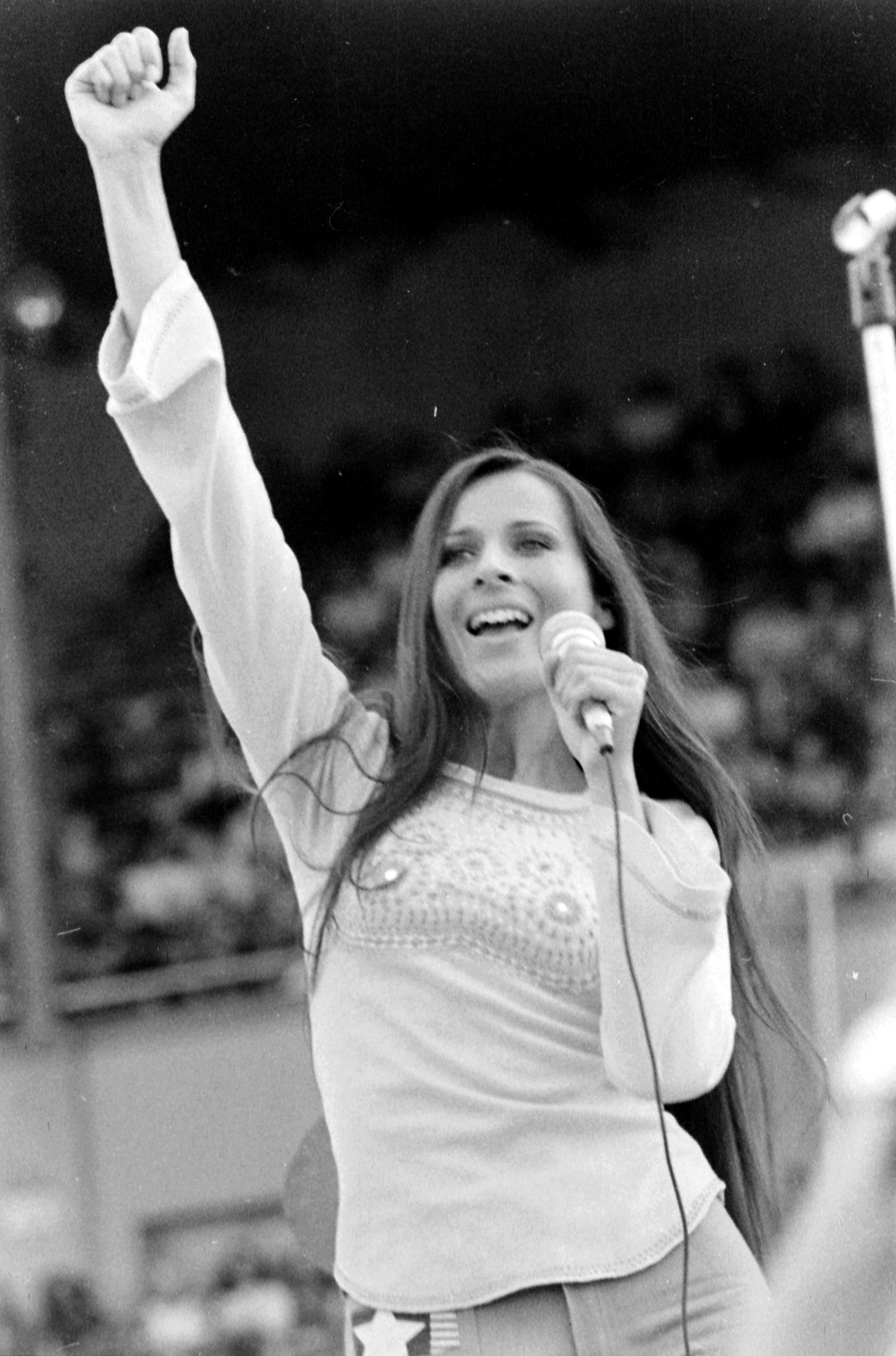
Zsuzsa Koncz en 1973.

3. Jana Koncz (Alemania Occidental, en alemán, 1970)
4. Kis Virág (1971)
5. Élünk es meghalunk (1972)
6. Zsuzsa Koncz (RDA, en alemán, 1972)
7. Jelbeszed (1973)
8. Gyerekjátékok (1974)
9. Kertész leszek (poemas, 1975)
10. Ne vágj ki minden fát! (1975)
11. . . . Elmondom hát mindenkinek (poemas, 1976)
12. Koncz Zsuzsa X. (1977)
13. Aranyalbum (1967-1973) (compilación, 1978)
14. Valahol (1979)
15. Ich komm und geh mit meinen Liedern (RDA, en alemán, 1980)
16. Menetrend (1981)
17. Die lauten Jahre sind vorbei (RDA, en alemán, 1982)
18. Konczert (1984)
19. Shusha Koncz Morgenlicht (Austria, en alemán, 1984)
20. Újhold (1985)
21. Fordul a világ (1988)
22. Koncz Zsuzsa archív (compilación, 1988)
23. Verslémez III. (poemas, 1989)
24. Illúzió nélkül (1991)
25. Jubileumi koncert (1992)
26. Ne veszítsd el a fejed (1993)
27. Unplugged I-II. (1995)
28. Válogatott kislemezek (compilación, 1996)
29. Miénk itt a tér (1996)
30. Ég és föld között (1997)
31. Csodalatos világ (dúos, 1998)
32. Miért hagytuk, hogy így legyen? (recopilación, 1999)
33. Ki nevet a végen (2002)
34. Wie sag ich's Dir (Alemania, en alemán, 2003)
35. Egyszerű ez (poemas, 2006)
36. Die großen Erfolge (Alemania, en alemán, 2007)
37. 37 (2010)
38. Tünderország (2013)
39. Aréna 10 (2014)
40. Vadvilag (2016)
41. Így volt szép (2019)
42. Szabadnak születtél (2020)